# 크라이슬러 크로스파이어
크라이슬러 크로스파이어(Chrysler Crossfire)는 미국의 자동차 제조사 크라이슬러에서 메르세데스-벤츠 SLK 클래스를 기반으로 생산, 판매한 스포츠 쿠페 및 로드스터이다. 이름의 유래는 양각과 음각으로 디자인된 캐릭터 라인이 서로 교차(cross)한다는 의미와 함께 크라이슬러와 메르세데스-벤츠가 합작 개발한 것이라는 뜻도 내포되었다. 독일의 오스나브뤼크에서 위치했던 카르만 공장에서 현지 생산되었다.

## 개요

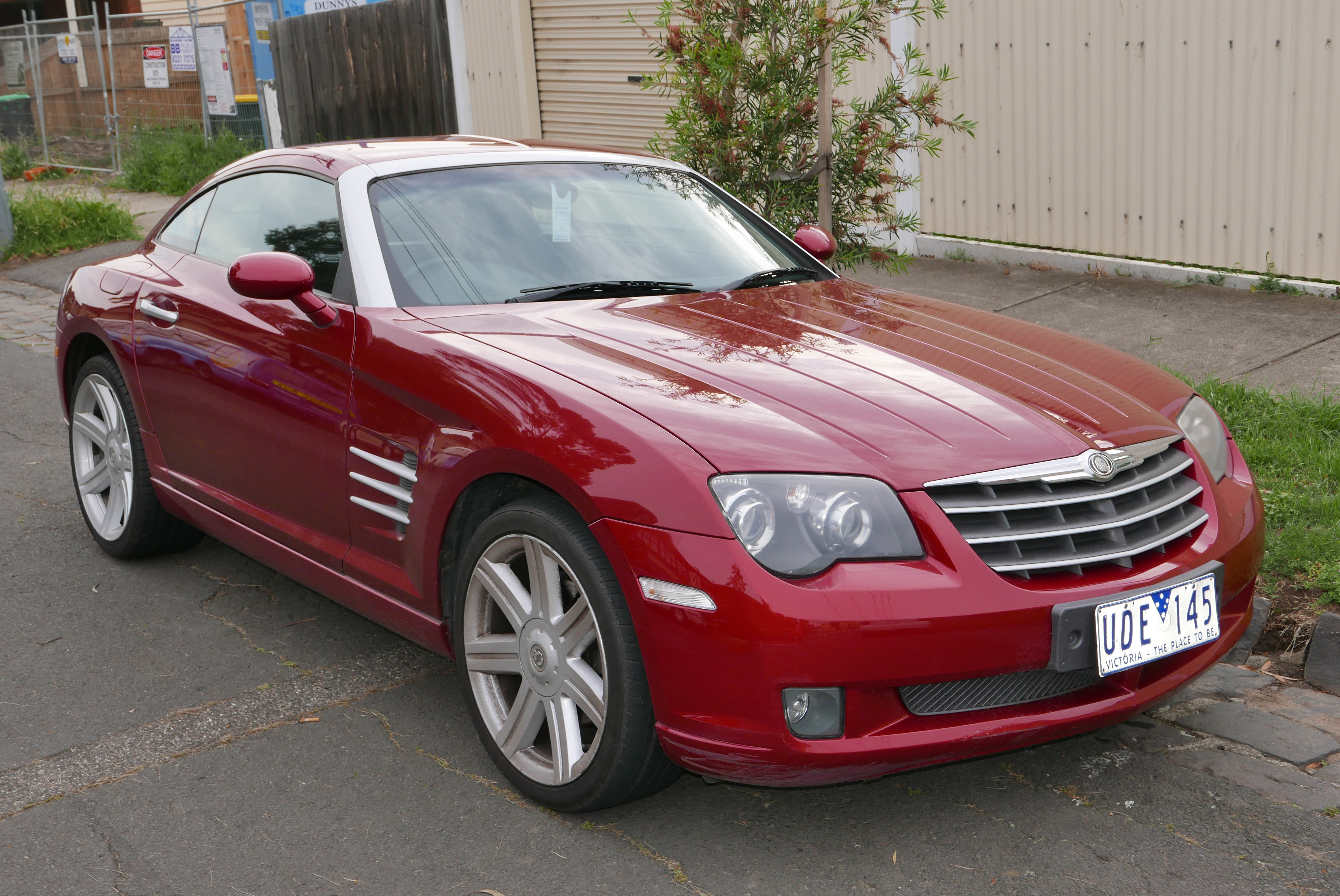
크라이슬러 크로스파이어 정측면

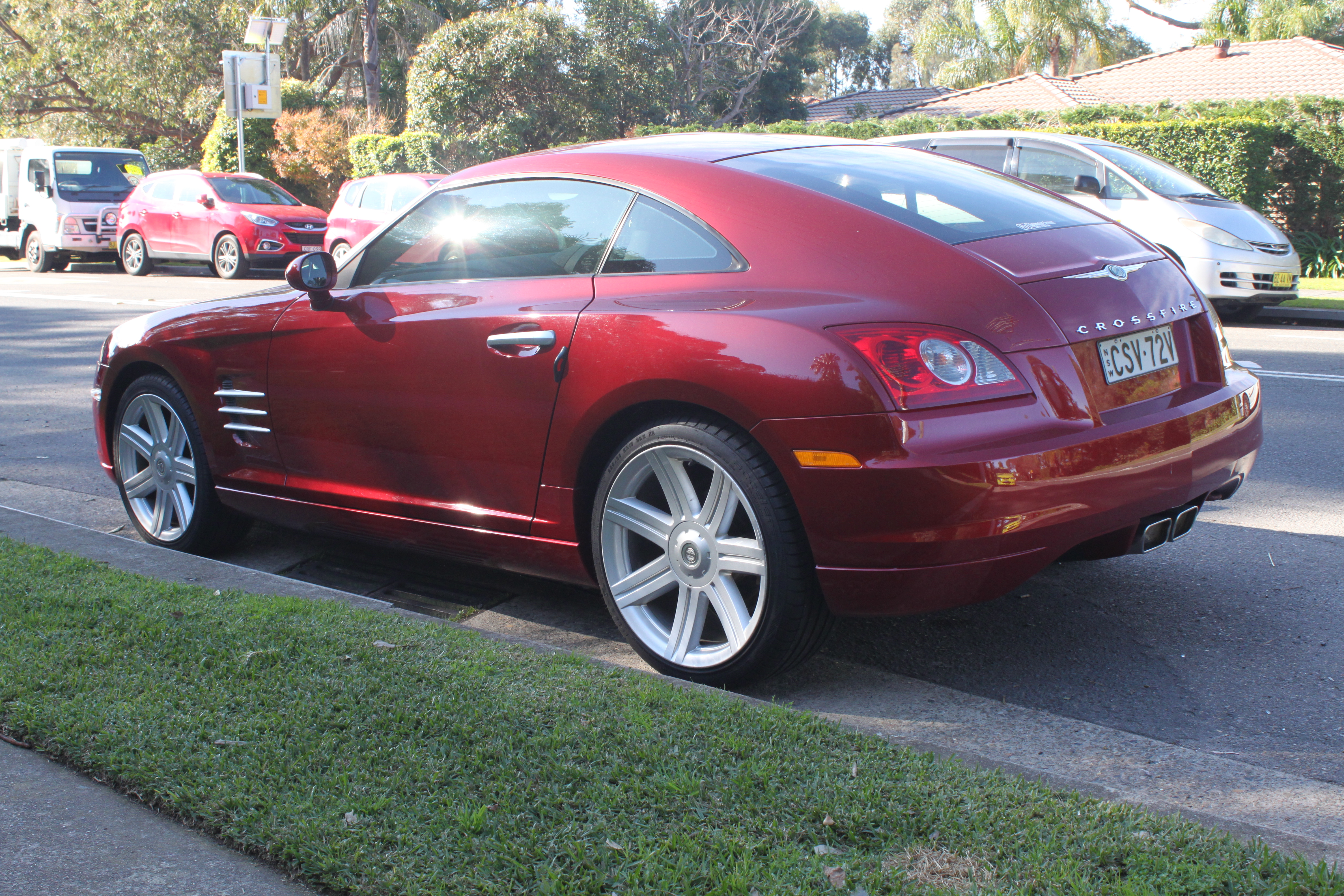
크라이슬러 크로스파이어 후측면

2001년에 북미 국제 오토쇼에서 동명의 컨셉트 카가 출품되었고, 이를 바탕으로 한 양산형은 2003년 2월에 플리머스 프라울러와 TC 바이 마세라티의 통합 후속 차종으로 출시되었다. 플리머스 프라울러의 전례를 따라 복고적인 스타일링으로 만들었고, 이번에는 프라울러에 비해 훨씬 현실적인 디자인으로 변경했다. 당시 크라이슬러를 인수했던 메르세데스-벤츠의 1세대 SLK 320의 섀시를 바탕으로 만들어졌으며, 구동 계통은 SLK 클래스의 것을 그대로 가져왔기 때문에 앞-엔진 후륜구동 레이아웃도 그대로 이식되었다. 엔진 역시 1세대 SLK 320에 쓰던 벤츠제 M112 E32형 V6 3.2L SOHC가 탑재되었고 변속기는 5단 자동과 크라이슬러에서 개발한 NSG370 6단 수동을 선택할 수 있었다. 그 중에서 5단 자동의 경우 오토스틱(AutoStick) 기능이 있어 운전자의 스타일에 따라 자동 또는 수동으로 사용할 수 있도록 설계되었다. 또한 전륜과 후륜 휠의 크기를 서로 다르게 설계되어 보다 정확한 스티어링을 구사함과 동시에 노면에 더 많은 파워를 전달하게 했다. 좌핸들과 우핸들을 모두 지원해 좌측통행 국가인 영국과 호주 등에서도 판매되었다. 쿠페가 먼저 선보였고, 2004년 9월 4일에 로드스터가 추가되었다. 기반 차종인 벤츠 SLK는 전동 개폐식 하드 톱을 갖췄지만, 크로스 파이어는 전동 개폐식 소프트 톱을 갖췄다. 폐쇄 상태에서 개방 상태까지 걸리는 시간은 약 22초이며, 쿠페에 없는 클래식 옐로우 색상을 선택할 수 있었다. 그 해 12월에서는 대한민국에서도 정식 수입을 개시하였는데, 5단 자동변속기가 탑재된 사양이 판매되었다. 2005년에 1세대 SLK32 AMG에 쓰던 AMG M112 C32형 엔진을 탑재한 고성능 사양인 SRT-6가 출시되었다. 나름 인지도가 있고 수집가들에게는 꽤 인기가 있는 차량이었으나, 어중간한 엔진 성능과 패밀리룩으로 인해서 결과적으로 판매고 등은 그렇게 좋지 않았다. 결국 판매 부진에 시달리면서 2007년 12월에 후속 차종 없이 단종되었으며, 4년 동안 총 76,014대가 판매되었다.

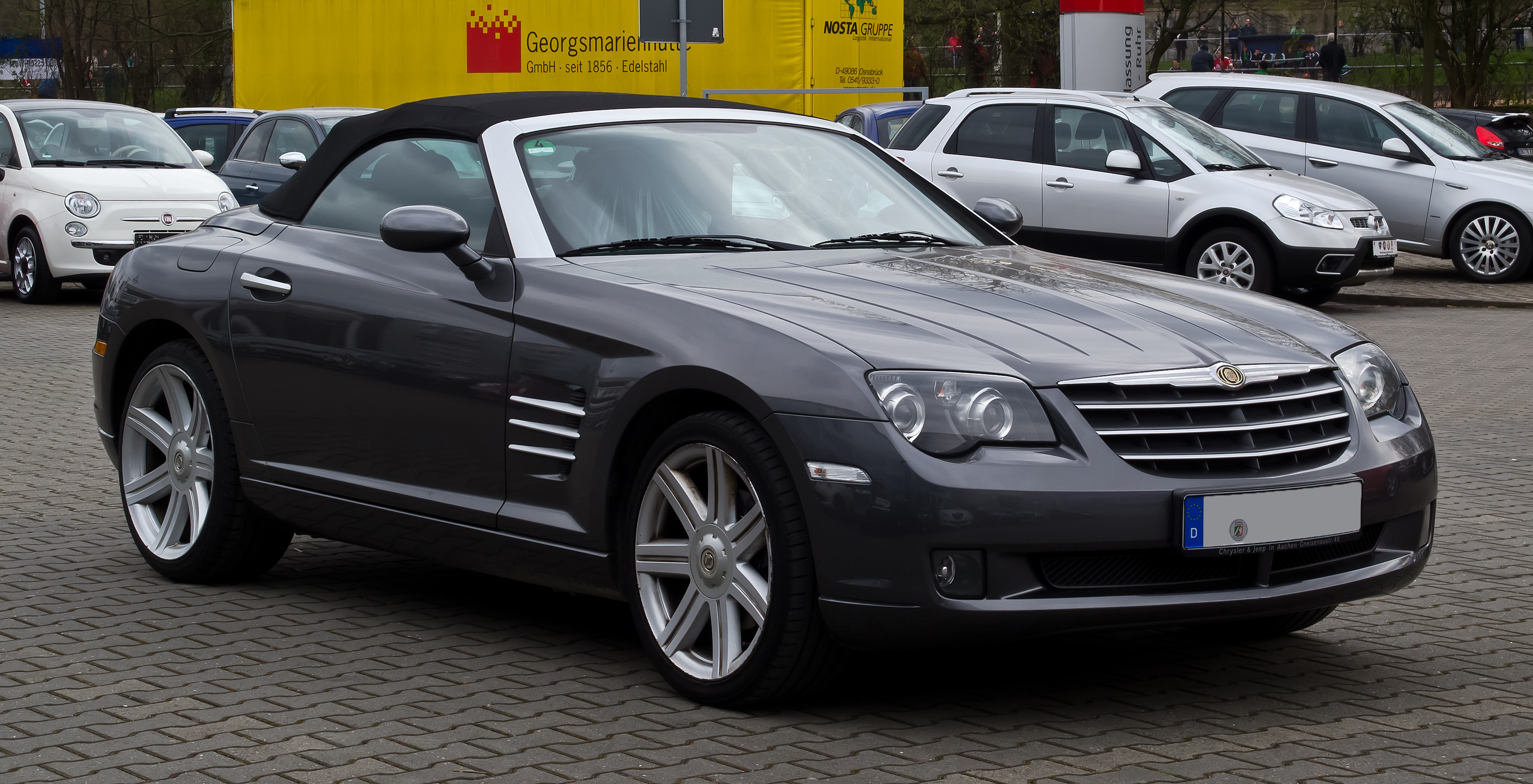
크라이슬러 크로스파이어 로드스터 정측면
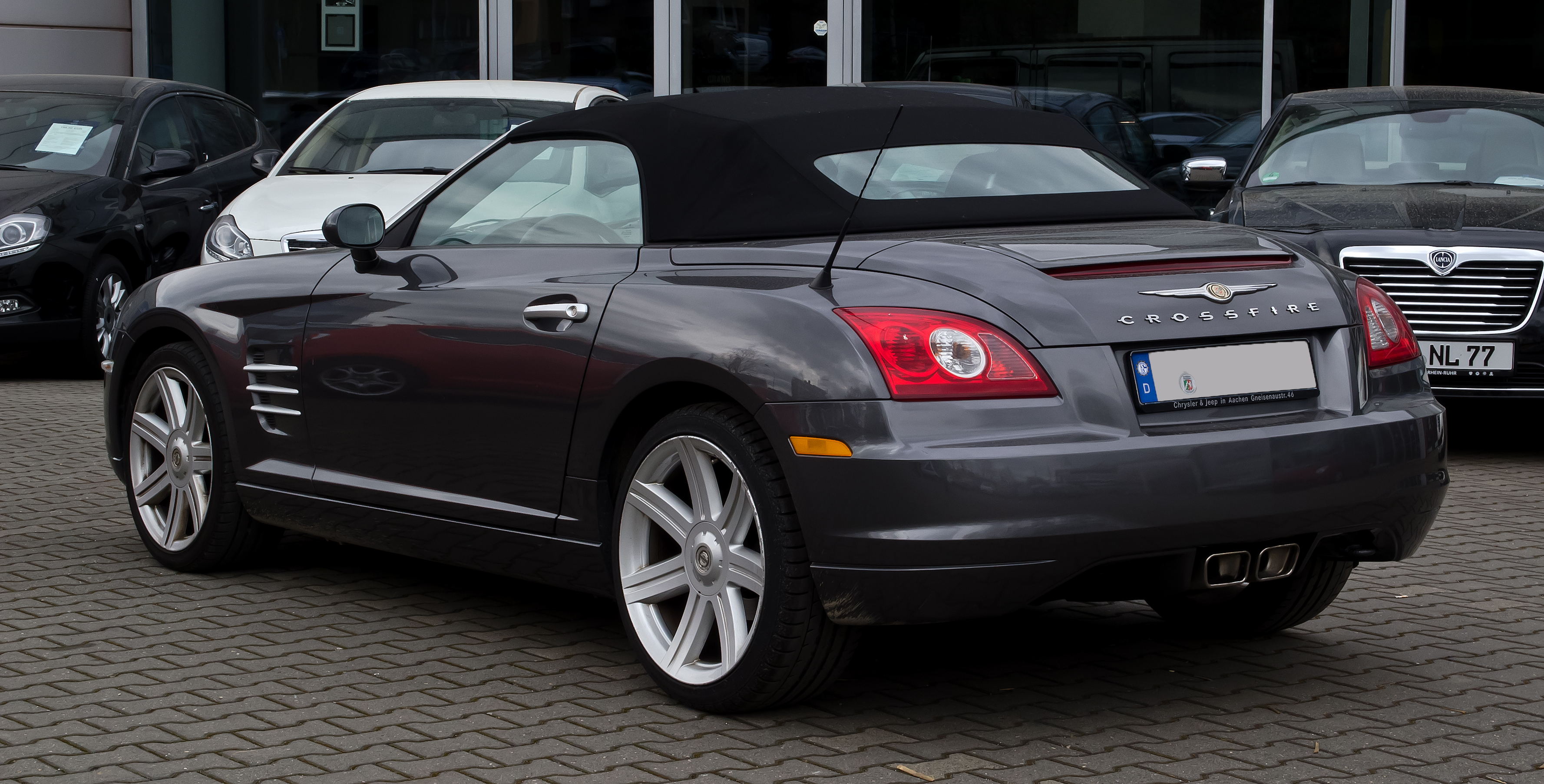
크라이슬러 크로스파이어 로드스터 후측면
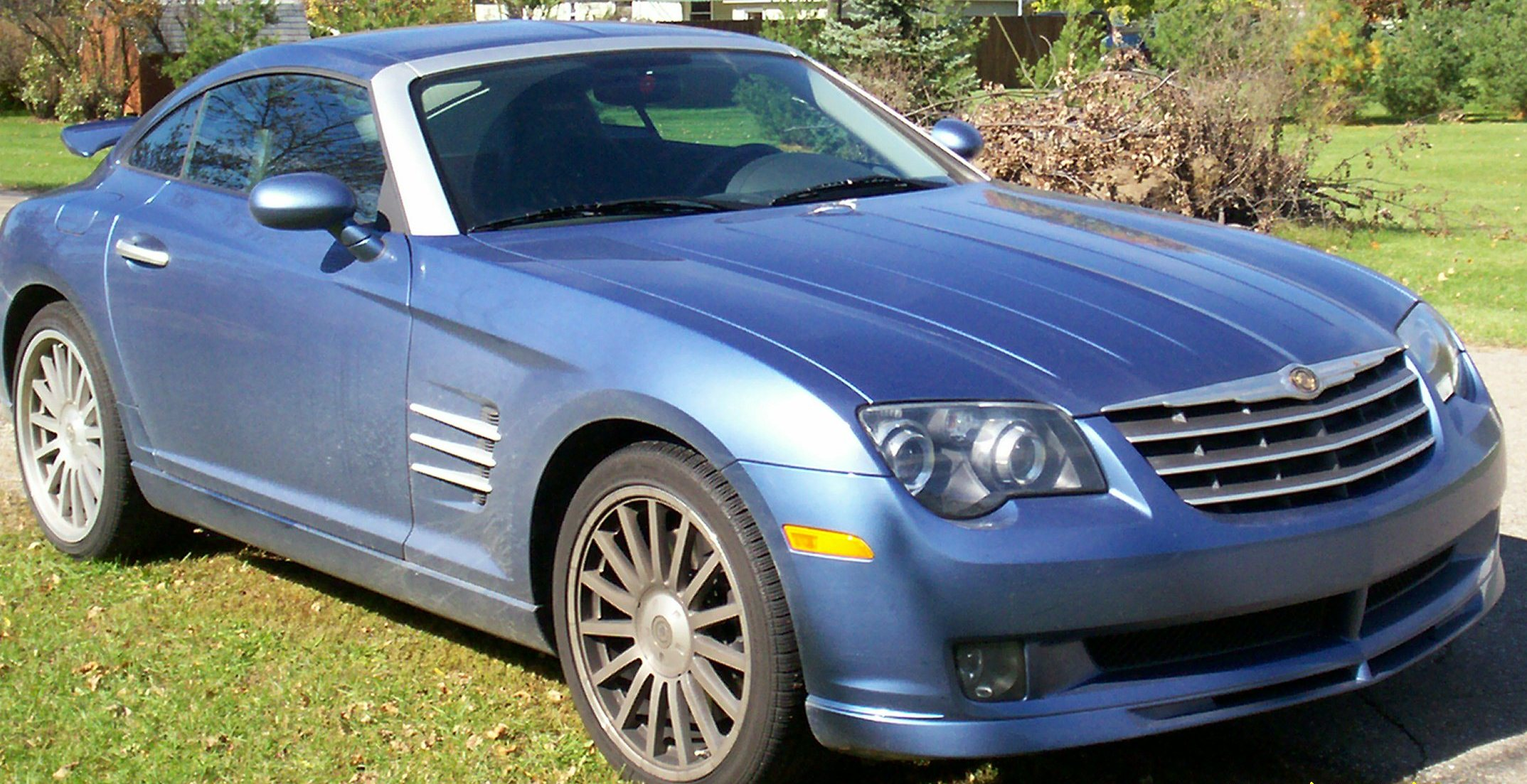
크라이슬러 크로스파이어 SRT-8 후측면